# Ibá de Iemanjá

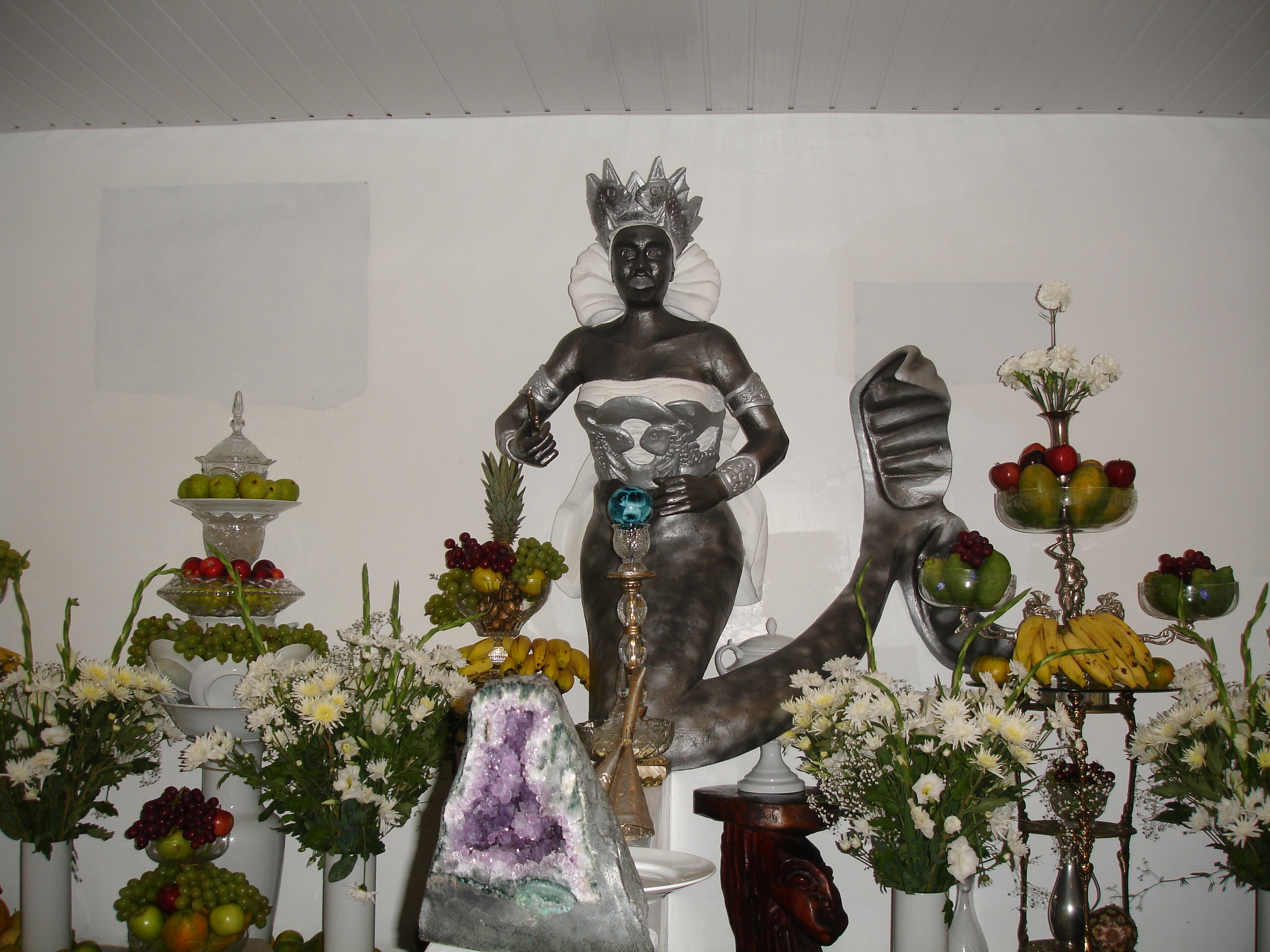
Assentamentos de Iemanjá. No candomblé do Ilê Axé Ijino Ilu Oróssi

Ibá de Iemanjá (em iorubá: Igbá yemanja) ou assentamento de Iemanjá como é chamado popularmente pelo povo de santo, são construídos com materiais de porcelana, louça ou cristal, geralmente na cor branca, mas podendo ser de cores variadas dependendo da qualidade.

## Confecção
Dentro de uma terrina de porcelana, louça ou cristal são dispostos vários apetrechos, são encontrados uma média de nove (9) ou dezesseis (16): búzio, pérola de água doce e salgada, obis, fava de Iemanjá aridã moedas de prata, confirmando sua ligação com o odu ossá, e o sagrado apetrecho mais importante de todos os orixas, o otá, tudo isso conservado com azeite doce, manteiga de karité chamado de ori ou limo da costa e mel de abelha.
A terrina é colocada no centro de uma bacia, também de porcelana, sobre dois (2) pratos que servirá de apoio e mais oito devidamente equilibrados simbolizando os pontos cardeais e pontos colaterais, ornados com conchas e vários cristais que termina em pirâmides de seis lados e conservados em água dentro do vaso do mesmo material.